# Црква Свете Тројице у Великој Реци
Црква Свете Тројице се налазила у Великој Реци, насељеном месту у општини Вучитрн, на Косову и Метохији. Припадала је Епархији рашко-призренске Српске православне цркве.

## Историјат цркве
Црква је саграђена 1997. године на темељима старијег храма коју је 1926. године подигао пуковник српске војске Милан Прибићевић са супругом Ружом. Имала је површину од 360 квадратних метара. Новоподигнута црква је била ктиторски рад Димитрија Љиљка, а саграђена је по пројекту архитекте Љиљане Љиљак.

## Разарање цркве 1999. године
Црква је први пут минирана 20. јуна 1999. године а онда запаљена, након доласка француских снага КФОР-а. На делу црквеног имања Албанци су изградили школу и џамију, док је други део црквене порте ограђен у полуразваљеној и однетој бодљикавој жици. Сва столетна храсстова стабла која су била у близини цркве су посечена и однета.